# Софійський університет (Японія)
Софійський університет (яп. 上智大学, じょうちだいがく, дзьо:ті дайґаку; англ. Sophia University) — вищий навчальний заклад в Японії, приватний університет. Штаб-квартира розташована в районі Тійода, Токіо. Заснований 1928 року, на базі Вищої освітньої школи Товариства Ісуса, утвореної 1913 року. Названий на честь «Софії» — Божественної мудрості.
Складається з 8 факультетів: богословського, гуманітарного, загального гуманітарного, юридичного, економічного, мовознавчого, природничого і міжнародного педагогічного. Здійснює підготовку магістрів і аспірантів за спеціальностями богослов'я, філософія, література, гуманітарні науки, юриспруденція, іноземні мови, міжнародні дослідження, природничі науки та екологія.
При університеті діє ряд науково-дослідницьких організацій: Інститут християнської культури та релігій Сходу, Інститут середньовічної філософії, Інститут Латинської Америки, Інститут біологічних наук, Міжнародний лінгвістично-інформаційний інститут, Інститут соціальної справедливості та інші. На території закладу розташована місія Товариства Ісуса та Церква святого Ігнатія.
Університет має найбільшу кількість іноземних викладачів та студентів в Японії. Серед випускників закладу: письменник Іноуе Хісасі та прем'єр-міністр Японії Хосокава Моріхіро.